# The Film Crew
The Film Crew is een team komieken, bestaande uit Mystery Science Theater 3000-castleden Michael J. Nelson, Bill Corbett, en Kevin Murphy. De drie zijn tegenwoordig vooral bekend van hun serie RiffTrax.
Het team treedt nog regelmatig op als presentators van films en televisieshows, waarbij ze dezelfde soort humor toepassen als in MST3K. Verder hebben ze een website waarop ze humoristische artikelen plaatsen voor fans.

## Film
Het team presenteerde de Legend Films' verzamel-DVD van de vier Three Stooges-filmpjes die inmiddels in het publiek domein vallen: Disorder in the Court (1936), Malice in the Palace (1949), Sing a Song of Six Pants, and Brideless Groom (both 1947).

## Televisie
The Film Crew presenteert geregeld de tussenstukjes tussen films op de kabelzenders American Movie Classics, Sundance Channel, en Starz/Encore.
In augustus 2005, gedurende Encore's "Midnight Movies" uitzending, werkte de Film Crew mee aan de introductie voor de documentaire Midnight Movies: From the Margin to the Mainstream en de cultclassiekers The Rocky Horror Picture Show, Reefer Madness, Night of the Living Dead, The Harder They Come, en Pink Flamingos.

## Op dvd
Op 19 oktober 2006 werd aangekondigd dat The Film Crew commentaar zou gaan leveren voor een reeks b-films, in dezelfde stijl als MST3K. Enige verschil is dat men alleen de stemmen van de drie leden hoort, en geen theatersilhouet ziet. Ter promotie liet het team op hun website fans uitkiezen welke clips ze het eerst wilden zien. De uitslag was:
1. Hollywood After Dark
2. Killers from Space, starring Peter Graves
3. The Wild Women of Wongo
4. The Giant of Marathon

De afleveringen werden op DVD uitgebracht, en uiteindelijk opgepikt door Rhino Entertainment. Rhino werd echter benaderd door Jim Mallon, die beweerde dat de DVD’ste sterk op MST3K leken (de serie waar Rhino ook de DVD-rechten van had). Rhino moest van hem kiezen: MST3K of Film Crew. Rhino koos voor het eerste.
In 2007 werd een deal gemaakt met Shout! Factory om de DVD’s alsnog uit te brengen. In de tussentijd was het team echter al begonnen met een nieuw project: RiffTrax. Dit maakte het lastiger om nog meer DVD’s van The Film Crew uit te brengen.